# Craig Douglas
Craig Douglas (* 12. August 1941 in Newport auf der Isle of Wight; eigentlich Terence „Terry“ Perkins) ist ein britischer Popsänger, der vor allem Ende der 1950er- und Anfang der 1960er-Jahre sehr beliebt war. Sein größter Hit, eine Nummer eins in Großbritannien, war eine Coverversion von Sam Cookes Only Sixteen.

## Leben

### Anfänge
Douglas ging noch zur Schule und arbeitete in den Ferien als Helfer eines Milchmannes in seiner Heimatstadt auf der Insel Wight, als er 1957 einen Talentwettbewerb gewann. Dies führte letztlich zu einem Auftritt in der BBC-Fernsehshow Six-Five Special, wo er in einer Sendung mit Cliff Richard und Joe Brown zu sehen war. Dank seiner Leistung und der guten Verbindungen des Produzenten der Show, Jack Good, erhielt Craig einen Plattenvertrag bei Decca Records. Doch seine ersten drei Singles floppten.
Erst nach einem Wechsel zum Top-Rank-Label ging die Karriere richtig los. Sein erster Hit war eine Version von Dion and the Belmonts’ A Teenager in Love, die ihn bis auf Platz 13 der britischen Charts trug. Craig blieb im Laufe seiner Karriere ein Sänger von Coverversionen – acht seiner neun Top-20-Hits waren zuvor bereits von US-amerikanischen Interpreten aufgenommen worden.

### Der Jungstar
Sein nächster Versuch war Only Sixteen, ein Song, den Lou Adler, Herb Alpert und Sam Cooke unter dem gemeinsamen Pseudonym Barbara Campbell geschrieben hatten. Fünf Tage bevor Craig seinen 18. Geburtstag feierte, stieg die Single in die britischen Charts ein, und ab dem 11. September 1959 war sie vier Wochen lang die Nummer eins – während Sam Cookes Version nur bis auf Platz 23 kam.
Craig Douglas wurde in Großbritannien zum „besten neuen Sänger“ des Jahres 1959 gewählt. In den folgenden Jahren ging es mit den Hits weiter, er hatte Auftritte in Film und Fernsehen. Unter anderem spielten er und Helen Shapiro 1962 die Hauptrollen in Richard Lesters erster Regiearbeit, It’s Trad, Dad (dt. Titel: „Twen Hitparade“), in der auch Stars wie Gene Vincent, Del Shannon, Gary U.S. Bonds, Chubby Checker oder Mr. Acker Bilk Cameoauftritte hatten. Ende 1962 ging er mit Little Richard und anderen auf Tournee. In Liverpool bekamen sie für ihren Auftritt eine neue Band als Vorgruppe, die gerade ihre erste Platte veröffentlicht hatte: The Beatles.

### Der Popsänger
Mit 21 Jahren hatte Craig im Februar 1963 seinen letzten Hit. Town Crier erreichte aber nur noch Platz 36. Doch seither ist er ein fester Bestandteil der britischen Popszene, tourte auch 2005 noch durch Kabarette in seiner Heimat und tritt auf Kreuzfahrten und in Rock-’n’-Roll-Revival-Shows auf.

## Diskografie

### Alben
- Craig Douglas (1960)
- Only Sixteen (1989, Kompilation)
- The Best of the EMI Years (1993, Kompilation)

## Filme
- Die Dirne Jo (The Painted Smile), 1962
- Twen-Hitparade (It’s Trad, Dad), 1962